# Campioni italiani assoluti di atletica leggera - 60 metri piani femminili
Questa pagina raccoglie un elenco di tutte le campionesse italiane dell'atletica leggera nei 60 metri piani, specialità che fece parte del programma dei campionati italiani assoluti nell'edizione del 1928 e in quelle dal 1930 al 1937. È stata inserita anche Luigina Bonfanti, unica campionessa italiana nei 75 metri piani, che si corsero solo nell'edizione del 1926.

## Albo d'oro

### 60 metri piani
| Anno | Atleta (società)                        | Prestazione           |
| ---- | --------------------------------------- | --------------------- |
| 1928 | Margherita Scolari ?                    | 8"2(m)                |
| 1929 | Gara non in programma                   | Gara non in programma |
| 1930 | Tina Steiner ?                          | 8"0(m)                |
| 1931 | Giovanna Viarengo ?                     | 8"4(m)                |
| 1932 | Ondina Valla Virtus Atletica Bologna    | 8"2(m)                |
| 1933 | Claudia Testoni Virtus Atletica Bologna | 8"2(m)                |
| 1934 | Maria Coselli ?                         | 8"6(m)                |
| 1935 | Teresita Robecchi ?                     | 8"2(m)                |
| 1936 | Viviana Di Maio ?                       | 8"1(m)                |
| 1937 | Alberta Davicini ?                      | 8"1(m)                |

### 75 metri piani
| Anno | Atleta (società)   | Prestazione |
| ---- | ------------------ | ----------- |
| 1926 | Luigina Bonfanti ? | 10"2(m)     |